# Grego panfílio
O grego panfílio ou panfiliense é um dialeto isolado e pouco conhecido do grego antigo, que era falado na Panfília, região localizada na costa sul da Ásia Menor, na atual Turquia. Suas origens, bem como suas relações e seu parentesco com os outros dialetos gregos, são ainda incertas. Diversos estudiosos conseguiram estabelecer no panfílio importantes isoglossas com o arcado-cipriota, o que permitiu que ambos fossem estudados juntos. Panfília tem o significado, em grego, de "terra de todos os filos (tribos)", e, além dos aqueus, que ali se estabeleceram sob o comando de Anfíloco, Calcas e Mópso, Aspendo foi uma colônia de Argos, Sida foi colonizada por nativos de Cime, na Eólia, Sileu, colônia de alguma cidade grega ainda desconhecida, e Perga, de população nativa anatólica. O relativo isolamento do dialeto se deu antes mesmo do aparecimento do artigo grego; o panfílio é o único dialeto que não o usa, com a exceção do micênico e do grego poético.